# Выявленные предпочтения
Выявленное предпочтение — предпочтение, информация о котором получена в результате наблюдения за поведением экономического агента. Концепция выявленных предпочтений — это один из методов моделирования потребительского поведения в условиях определённости, который был предложен в 1938 году американским экономистом Полом Самуэльсоном. Метод основан на том, что у агентов имеются определённые устойчивые предпочтения, в соответствии с которыми они осуществляют выбор.
При построении теории подход основанный на выборе (выявленные предпочтения) является в определённом смысле альтернативой другому подходу, основанному на заранее заданных предпочтениях.

## Формальное определение
Пусть имеется множество допустимых альтернатив {\displaystyle X}, из которых в принципе агент может делать выбор. Рассмотрим некоторое подмножество {\displaystyle B\subset X}, которое описывает конкретную ситуацию выбора, то есть набор альтернатив, из которых можно делать выбор в сложившихся условиях. Примером такой ситуации может служить бюджетное множество.
Рассмотрим также семейство всевозможных для потребителя ситуаций выбора
 {\displaystyle {\mathcal {B}}=\{B|B\subset X\}} 
Тогда его выбор в конкретной ситуации можно описать как некоторое отображение (вообще говоря, точечно-множественное)
 {\displaystyle \Phi :{\mathcal {B}}\to C(B),\quad C(B)\subset B} 
Содержательно это означает, что из списка доступных альтернатив агент выбирает одну или несколько, которые он считает предпочтительными. В этом случае говорят, что выбранная альтернатива выявлена не хуже, чем любая другая из списка.
 {\displaystyle x\succsim y,\quad \forall y\in B} 
Если при этом альтернатива {\displaystyle y\notin C(B)}, то говорят, что {\displaystyle x} прямо выявленно предпочитается {\displaystyle y}.
Изучая выбор в различных ситуациях можно построить так называемое выявленное предпочтение между элементами множества {\displaystyle X}.
Пара {\displaystyle ({\mathcal {B}},\Phi )} называется структурой выбора.

## Свойства выявленного предпочтения
Выявленное предпочтение не является полным в том смысле, что исследователь не в состоянии проверить абсолютно все ситуации выбора, и всегда имеется некоторая неопределенность относительно возможного поведения потребителя.
Естественным образом возникает вопрос, является ли выявленное предпочтение следствием рационального поведения потребителя. Иными словами, существует ли такое рациональное предпочтение, которое дает тот же самый результат, то есть рационализирует наблюдаемый выбор. Ответить на этот вопрос полностью или частично можно, опираясь на следующие утверждения
1. Слабая аксиома выявленных предпочтений (WARP).
2. Теорема (Эрроу (1959))[2]
3. Сильная аксиома выявленных предпочтений (SARP).

### Слабая аксиома выявленных предпочтений
Слабая аксиома утверждает, что для двух любых множеств {\displaystyle B_{1},B_{2}\subset \mathbb {B} } таких, что {\displaystyle x,y\in B_{1},{\mbox{ and }}x,y\in B_{2}}, справедливо следующее утверждение. Если {\displaystyle x\in C(B_{1}){\mbox{ and }}y\in C(B_{2})}, то непременно {\displaystyle x\in C(B_{2})}
Другими словами, если агент в одной ситуации считает одну альтернативу не хуже другой, то выбирая вторую в иной ситуации, он автоматически вместе с ней выберет и первую при условии, что они обе доступны.
Доказывается, что если агент ведет себя рационально, то слабая аксиома выполняется, то есть является следствием такого поведения. Обратное утверждение неверно.

### Теорема Эрроу (1959)
Теорема, условно называемая здесь теоремой Эрроу, впервые была доказана Кеннетом Эрроу в 1959 году. Она утверждает, что если выполнена слабая аксиома и множество {\displaystyle {\mathcal {B}}} содержит все одно-, двух- и трехэлементные подмножества {\displaystyle X}, то выявленное предпочтение рационализирует наблюдаемый выбор.
Этот результат является скорее теоретическим, так как на практике проверить все одно-, двух- и трехэлементные подмножества, как правило, невозможно. Классический пример — бюджетное множество — никогда не содержит абсолютно все элементы пространства альтернатив {\displaystyle \mathbb {R} _{+}^{n}}.

### Сильная аксиома выявленных предпочтений
Предположим, что есть {\displaystyle N} наблюдений за выбором потребителя, то есть {\displaystyle N} набор товаров в зависимости от соотношения «цены-доход» {\displaystyle x(p^{n},w^{n})} в момент наблюдения. Пусть все они различны и пусть каждый последующий набор был доступен потребителю в предыдущий момент. Пусть также в момент последнего наблюдения потребитель не мог позволить себе приобрести самый первый набор. Тогда мы говорим выполняется сильная аксиома выявленных предпочтений.
Доказывается, что при выполнении сильной аксиомы существует предпочтение, которое рационализирует потребительский выбор.

## Эквивалентность
Концепция выявленных предпочтений (подход, основанный на выборе) вообще говоря не эквивалентна подходу, основанному на предпочтениях. Для того, чтобы можно было говорить о согласованности или полной эквивалентности необходимо, что выявленное предпочтение отвечало дополнительным условиям (см. выше). В качестве примеров можно привести следующие утверждения.
Если поведение удовлетворяет слабой аксиоме, то оно выявленное предпочтение не противоречит гипотезе о рациональности агента.
Если поведение удовлетворяет слабой аксиоме и условиям «теоремы Эрроу», либо сильной аксиоме, то можно утверждать, что существует рациональное предпочтение, которое рационализирует наблюдаемый выбор.